# Список глав государств в 87 году до н. э.
| 88 до н. э. ← Список глав государств по годам → 86 до н. э. |

## Азия
- Анурадхапура — Валагамба (Ваттагамани Абхайя), царь (103 до н. э., 89 до н. э. — 77 до н. э.)
- Армения Великая — Тигран II Великий, царь (95 до н. э. — 55 до н. э.)
- Вифиния — Никомед IV Филопатор, царь (94 до н. э. — 92 до н. э., 90 до н. э. — 74 до н. э.)
- Иберия — Аршак I, царь  (90 до н. э. — 78 до н. э.)
- Индо-греческое царство:
  - Архебий, царь (в Гандхаре и Пенджабе)  (90 до н. э. — 80 до н. э.)
  - Никий Сотер, царь (в Паропамисадах)  (ок. 90 до н. э. — ок. 85 до н. э.)
  - Гермей, царь (в Паропамисадах)  (ок. 90 до н. э. — ок. 70 до н. э.)
- Иудея — Александр Яннай, царь  (103 до н. э. — 76 до н. э.)
- Каппадокия — Ариобарзан I Филороман, царь (95 до н. э. — 63 до н. э./62 до н. э.)
- Китай (Династия Хань):
  - У-ди (Лю Чэ), император  (141 до н. э. — 87 до н. э.)
  - Чжао-ди (Лю Фулин), император  (87 до н. э. — 74 до н. э.)
- Коммагена — Митридат I Калинник,  царь (109 до н. э. — 70 до н. э.)
- Корея:
  - Махан — Хьо, вождь (113 до н. э. — 73 до н. э.)
  - Пуё — Ковуру, тхандже (121 до н. э. — 86 до н. э.)
  - Пукпуё — Кодумак, тхандже (108 до н. э. — 60 до н. э.)
- Набатейское царство — Ободат I, царь (96 до н. э. — 85 до н. э.)
- Осроена — Абгар I, царь (94 до н. э. — 68 до н. э.)
- Парфия:
  - Готарз I, царь (91 до н. э. — 87 до н. э./80 до н. э.)
  - Ород I, царь (87 до н. э./80 до н. э. — 80 до н. э./75 до н. э.)
- Понтийское царство — Митридат VI Евпатор, царь (120 до н. э. — 63 до н. э.)
- Сатавахана — Сатакарни II, махараджа (134 до н. э. — 78 до н. э.)
- Селевкидов государство (Сирия):
  - Филипп I Филадельф, царь (95 до н. э. — 83 до н. э.)
  - Антиох X Евсеб Филопатор, царь (95 до н. э. — 83 до н. э.)
  - Антиох XII Дионис, царь (87 до н. э. — 84 до н. э.)
- Хунну — Хулугу, шаньюй (96 до н. э. — 85 до н. э.)
- Шунга — Бхагабхадра, император (94 до н. э. — 83 до н. э.)
- Япония — Судзин, тэнно (император) (97 до н. э. — 29 до н. э.)

## Африка
- Египет — Птолемей IX Сотер II, царь (116 до н. э. — 107 до н. э., 89 до н. э. — 81 до н. э.)
- Мавретания — Бокх I, царь (ок. 110 до н. э. — ок. 80 до н. э.)
- Нумидия — Гиемпсал II, царь (88 до н. э. — 60 до н. э.)

## Европа
- Боспорское царство — Митридат VI Евпатор, царь (109 до н. э. — 63 до н. э.)
- Ирландия — Конайре Великий, верховный король (110 до н. э. — 40 до н. э.)[1]
- Одрисское царство (Фракия):
  - Котис V, царь (120 до н. э. — 87 до н. э.)
  - Садала I, царь (87 до н. э. — 79 до н. э.)
- Римская республика:
  - Луций Корнелий Цинна, консул (87 до н. э.)
  - Гней Октавий, консул (87 до н. э.)

## Галерея

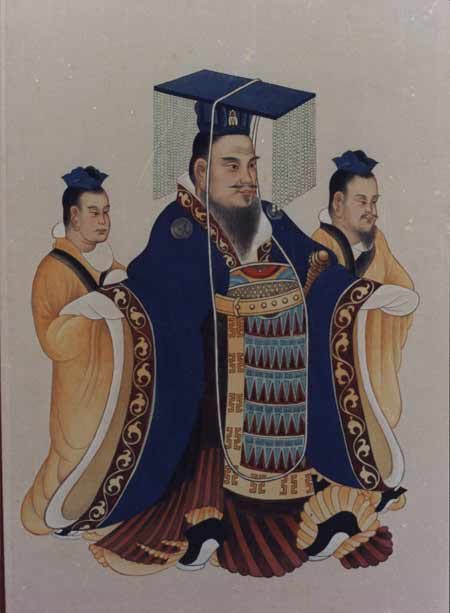
У-ди 141 до н.э.— 87 до н.э. Император Китая
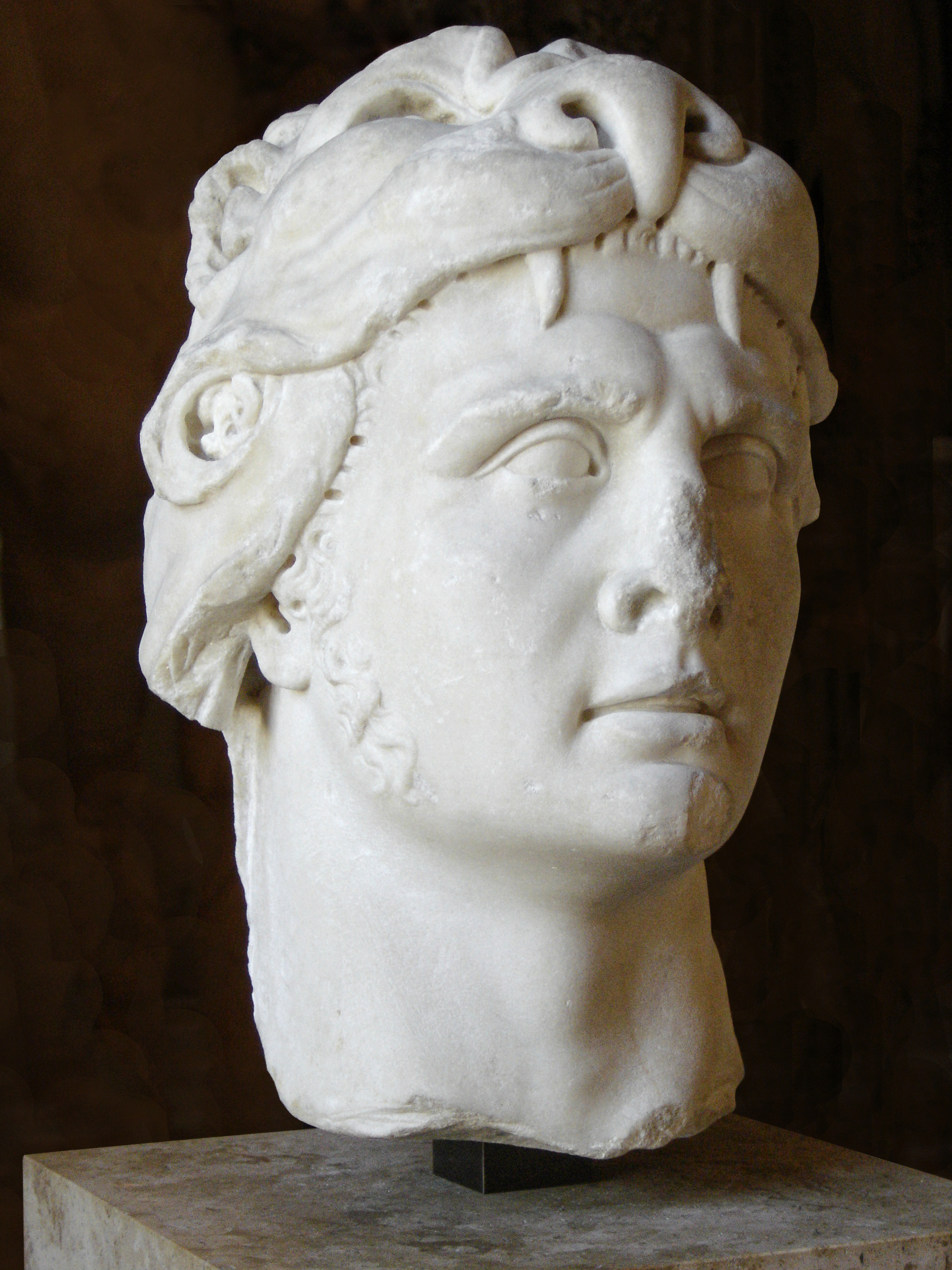
Митридат VI Евпатор 109 до н.э.— 63 до н.э. Царь Понта и Боспора
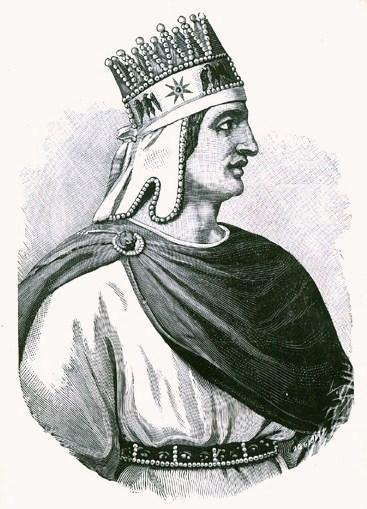
Тигран II Великий 95 до н.э.— 55 до н.э. Царь Армении
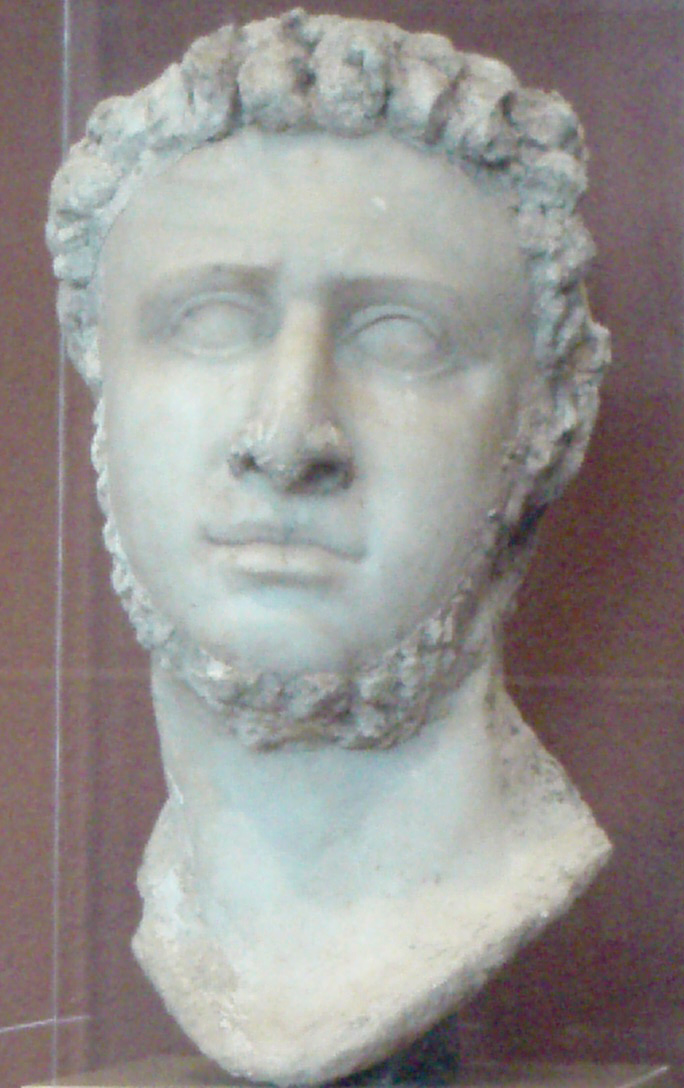
Птолемей IX Сотер II 116 до н.э.— 107 до н.э., 89 до н.э.— 81 до н.э. Царь Египта
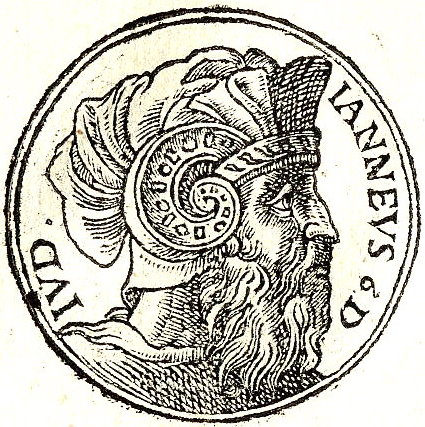
Александр Яннай 103 до н.э.— 76 до н.э. Царь Иудеи
Бокх I ок. 110 до н.э.— ок. 80 до н.э. Царь Мавретании
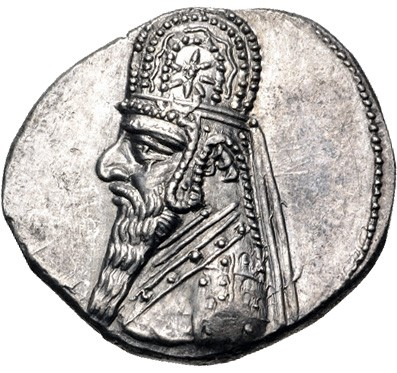
Готарз I 91 до н.э.— 87/80 до н.э. Царь Парфии
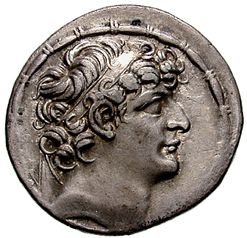
Филипп I Филадельф 95 до н.э.— 83 до н.э. Царь Сирии
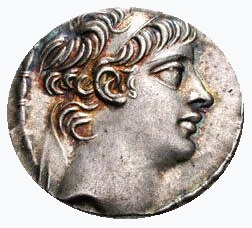
Антиох X Евсеб Филопатор 95 до н.э.— 83 до н.э. Царь Сирии
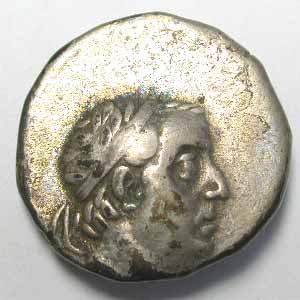
Ариобарзан I Филороман 95 до н.э.—63/62 до н.э. Царь Каппадокии
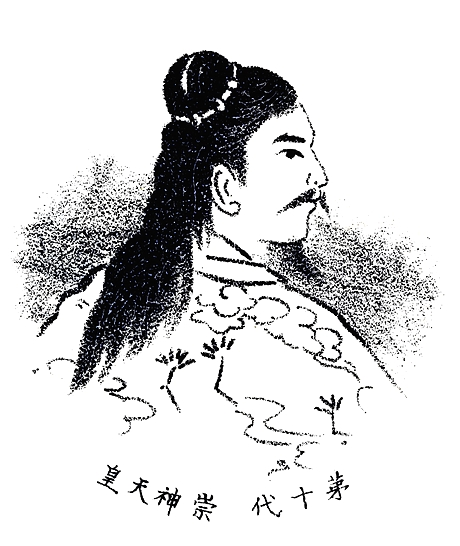
Судзин 97 до н.э.—29 до н.э. Император Японии